# Agelenopsis oklahoma
Agelenopsis oklahoma là một loài nhện trong họ Agelenidae.
Loài này thuộc chi Agelenopsis. Agelenopsis oklahoma được Willis J. Gertsch miêu tả năm 1936.